# پرامردم اتیوپی
پارانتروپوس اتیوپی یک گونهٔ منقرض شده از انسان‌سایان است. این گونه در سال ١٩٨۵ میلادی توسط الن واکر در غرب دریاچهٔ تورکانا، در کنیا کشف شد. جمجمهٔ یافته‌شده از این گونه به دلیل رنگ سیاه استخوان در اثر وجود منگنز زیاد، با نام «جمجمهٔ سیاه» نیز شناخته می‌شود. این گونه یکی از نخستین نمونه‌های انسان سایان تناور پلیستوسن است. قدمت جمجمه ٢/۵ میلیون سال تخمین زده شد که قدیمی‌تر از صورت‌های جدیدتر جنوبی‌کپی‌آساهای تناور است. انسان‌شناسان دورهٔ زندگی پارانتروپوس اتیوپی را بین ٢/٧ تا ٢/۵ میلیون سال پیش تخمین می‌زنند.